# Erophylla
Az Erophylla az emlősök (Mammalia) osztályának a denevérek (Chiroptera) rendjébe, ezen belül a kis denevérek (Microchiroptera) alrendjébe és a hártyásorrú denevérek (Phyllostomidae) családjába tartozó nem.
Korábban a Phyllonycteris alnemének tekintették.

## Rendszerezés
A nembe az alábbi 2 faj tartozik:
- Erophylla bombifrons típusfaj - Miller, 1899
- Erophylla sezekorni - (Gundlach, 1861)